# کالاوریتاس (کالیفرنیا)
کالاوریتاس (به انگلیسی: Calaveritas) یک منطقهٔ مسکونی در ایالات متحده آمریکا است که در شهرستان کالاوراس، کالیفرنیا واقع شده‌است. کالاوریتاس ۳۳۸ متر بالاتر از سطح دریا واقع شده‌است.